# تفاح أرجواني
تفاح أرجواني (الاسم العلمي:Malus × purpurea) هو نوع هجين من النباتات يتبع جنس التفاح من الفصيلة الوردية.